# Fotografisk Center

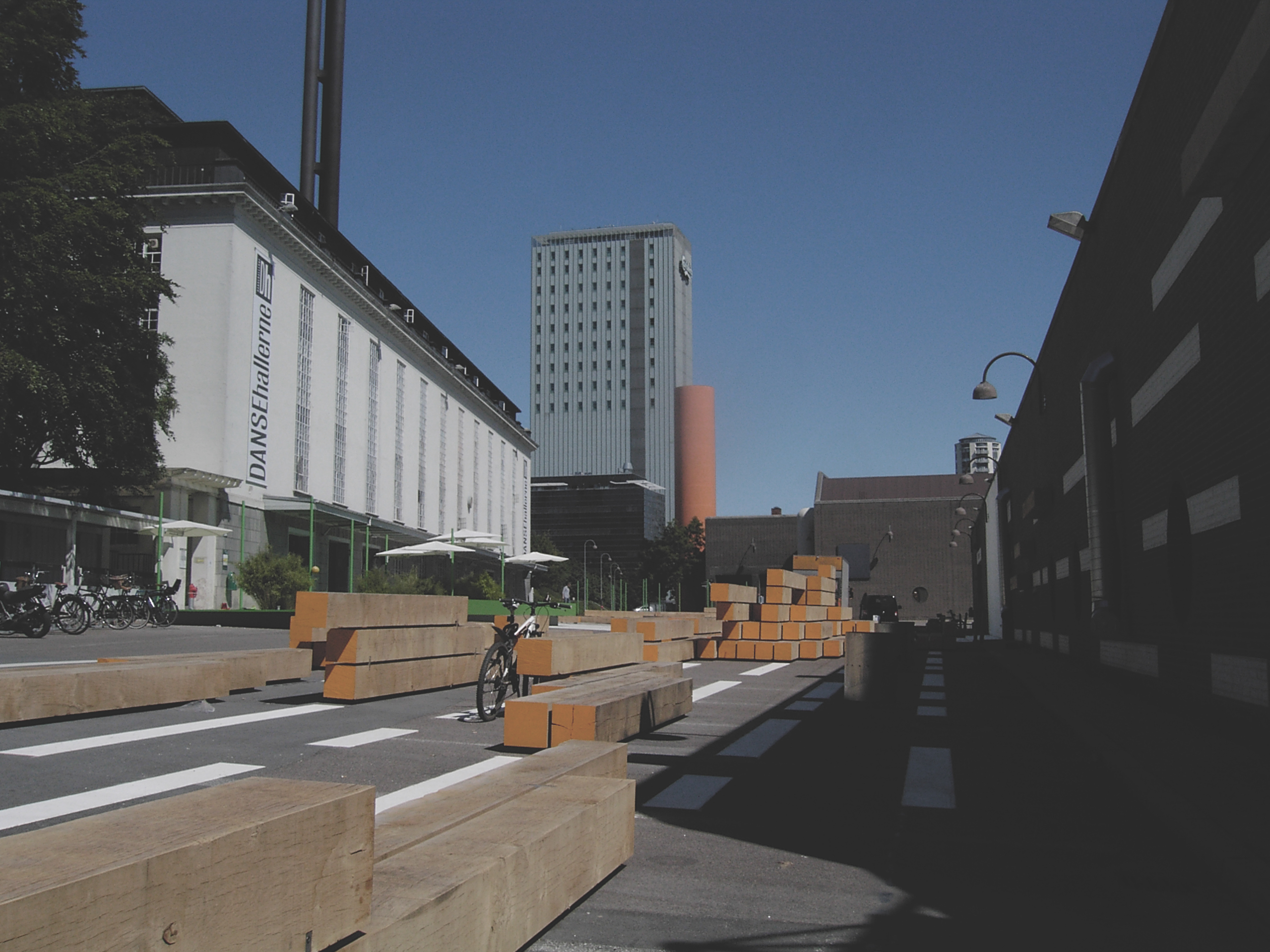
Budova Tap E

Fotografisk Center (Fotografické centrum) je výstavní prostor v Kodani v Dánsku věnovaný mezinárodnímu a dánskému fotografickému umění. Od 1. ledna 2016 sídlí v Det Brune Kødbyen na Staldgade 16, 1799 Kodaň V.

## Historie

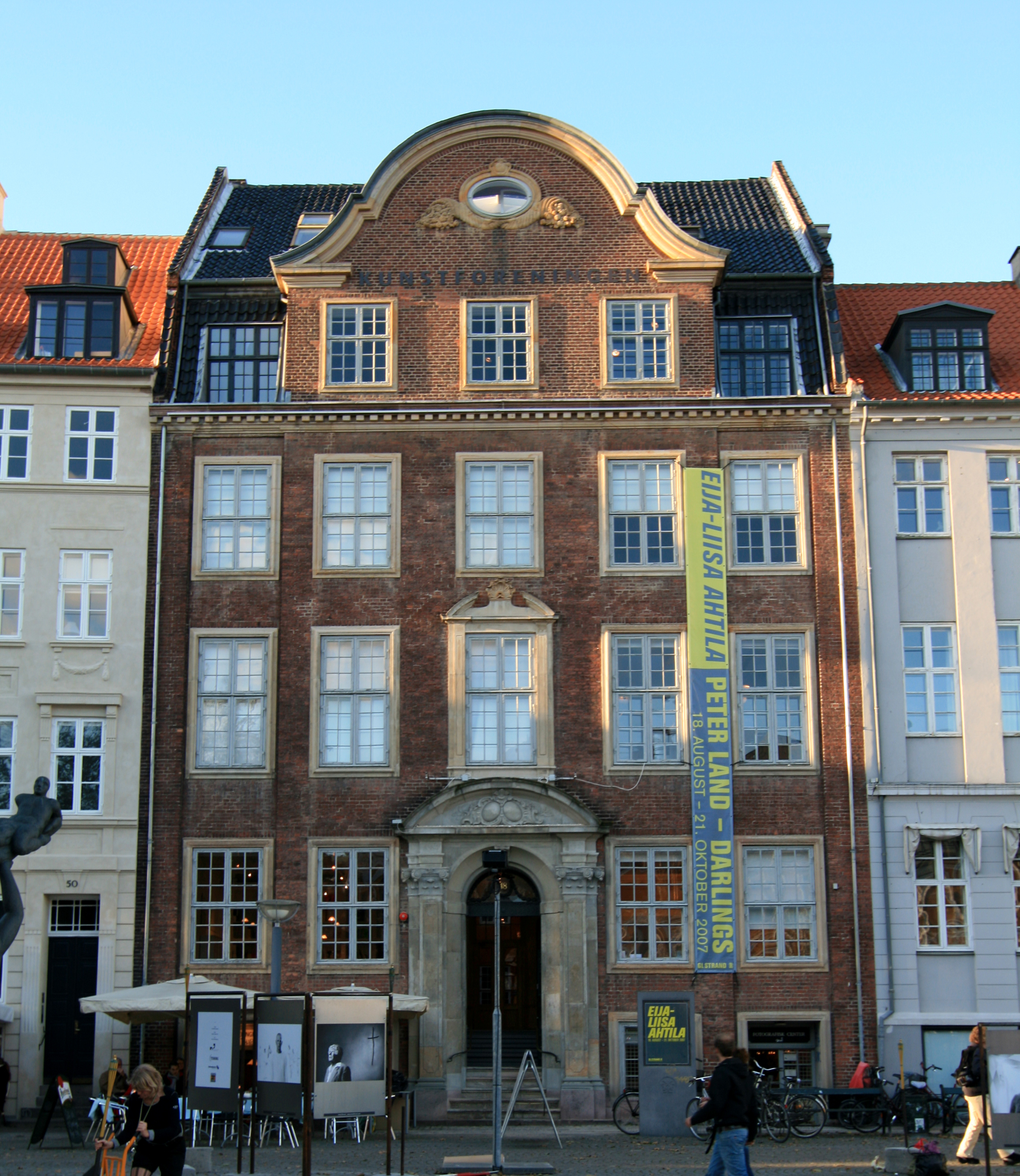
Budova Kunstforeningen na Gammel Strand, kde do roku 2008 sídlilo Fotografisk Center

Fotografické centrum založil v roce 1996 fotograf Lars Schwander. Původně sídlilo v přízemí budovy Kunstforeningen na Gammel Strand. Když byla budova v polovině roku 2008 kvůli velké rekonstrukci uzavřena, přestěhovalo se centrum na dočasnou adresu na Amaliegade. Tváří v tvář letitým nepokojům kvůli nadcházející výstavbě stanice na nové lince městského okruhu kodaňského metra bylo rozhodnuto nevrátit se po rekonstrukci do Gammel Strand, ale místo toho hledat nové a větší prostory. Dne 1. února 2011 byla galerie znovu otevřena v Tap E, bývalé stáčírně v oblasti Carlsberg, která se přestavuje na novou čtvrť a dnes je domovem rostoucího počtu kulturních institucí a podniků.

## Výstavy
Představena je celá řada výtvarné fotografie se stejným důrazem na klasickou i současnou fotografii mezinárodních umělců i Dánů. Každoroční výstava představuje vítěze fotografického ocenění Fogtdals Fotografpriser.
V průběhu let výstavy představily díla Manuela Alvareze Brava, Gisèle Freundové, Alfreda Guzzettiho, Josefa Koudelky, Henriho Lartiqua, Sally Mannové, Duane Michalse, Inge Morath, Georga Oddnera, Yoko Ono, Man Raye, Vigga Rivada, Bruce Gildena a mnoha dalších.

### Mladá dánská fotografie
Mezi výstavní aktivity Centra Fotografisk patří každoročně se opakující výstava s názvem Mladá dánská fotografie, která představuje výběr začínajících fotografů. Výstavy doprovází vydání knihy, která výstavy dokumentuje.
| Rok  | fotografové |
| ---- | --- |
| 1998 | Stine Barr Prebensen, Jacob Fuglsang Mikkelsen, Charlotte Haslund-Christensenová, Tine Hauch-Fausbøll, Rikke Løwenstein |
| 1999 | Stine Gøtrik, Susanne Lin Jensen, Søren Lose / Dror Kasinsky, Tine Maria Koefoed                                        |
| 2000 | Charlotte Kim Boed, Christina Hebe, Tim Jørgensen, Simon Dybbroe Møller, Rune Pedersen, Trine Søndergaard               |
| 2001 | Žádná výstava |
| 2002 | Jasper Carlberg, Carina Johnsen, Sara Thiesen, Camilla Holmgren, Jannie Weimar                                          |
| 2003 | Jes Holm, Adam Jeppesen, Rosemaria Rex, Ada Bligaard Søby, Ebbe Stub Vittrup                                            |
| 2004 | Žádná výstava |
| 2005 | Jakob Hunosøe, Astrid Kruse Jensen, Dorthe Jeppesen Muxoll, Myne Søe-Pedersen                                           |
| 2006 | Thomas Bangsted, Anders Find, Anne Lass / Lasse Ernlund Lorentzen                                                       |
| 2007 | Mette Bersang & Louise Bøgelund Saugmann, Mie Riis Christiansen, Jacob Vinamata Jessen                                  |
| 2008 | Lotte Fløe Christensen, Christina Glob, Johan Rosenmunthe, Gina Zacharias                                               |
| 2009 | Lisa Marker, Lea Porsager, Alexander Tillegreen, Marianne                                                               |
| 2010 | Albert Grondahl, Absalon Kirkeby, Helene Kochová                                                                        |

## Ostatní zařízení
Součástí centra je také dobře zásobené knihkupectví, které se specializuje na fotografii. Obsahuje významné mezinárodní publikace, limitované edice knih pro umělce a také mnoho vlastních publikací.
Fotografisk Center také zřídilo The Digital Room, dobře vybavenou digitální temnou komoru a dílnu dostupnou umělcům.

## Publikace
Publikace Centra Fotografisk přesahují katalogy svých výstav s názvy jako Mezi dánskými Židy a Marianne Engberg: Fotografie, obě pro Dánské národní muzeum.